# Ranasinkiteni
Ranasinkiteni (en népalais : रणसिंहकिटेनी) est un comité de développement villageois du Népal situé dans le district de Baglung. Au recensement de 2011, il comptait 3 032 habitants.